# Famille von Wistinghausen
La famille von Wistinghausen (Вистингаузен/Vistingauzen en russe) est une famille noble germano-balte.

## Histoire
La famille Wistinghausen est une famille de marchands, vraisemblablement originaire de Westphalie, que l'on trouve à Lübeck au début du XVIIe siècle puis à Tallinn à partir de 1636. Les armes actuelles sont issues de celles de la famille Buchow, ancienne famille patricienne de Stralsund remontant au  XIVe siècle, associées aux anciennes armes de la famille Wistinghausen (une maison de gueule sur une terrasse de sinople).

## Personnalités
- Jost Wistinghausen (1589-1647), marchand à Lübeck puis à Tallinn. Père du suivant.
- Daniel Wistinghausen (1615-1667), membre de la guilde des Têtes noires (1636), conseiller de Tallinn (1654), marguillier (kirchenvorsteher) de l'église Saint-Olaf de Tallinn (1653). Père du suivant.
- Ulrich Dietrich Wistinghausen (1639-1698), marchand, Aîné de la Grande Guilde de Tallinn, seigneur de Wastemois. Grand-père du suivant.
- Christian von Wistinghausen (1701–1766), Aîné de la Grande Guilde, conseiller (1642), chambellan (1746-62) puis maire de Tallinn (1762-66). Seigneur de Wastemois.
- Johann Christian von Wistinghausen (1743-1787), Aîné de la Grande Guilde (1775), conseiller de Tallinn (1779), seigneur-châtelain de Wittenpöwel (Viti), marguillier en chef de l'église Saint-Olaf de Tallinn (1780). Il est l'époux (1764) de Margaretha Buchau (1745–1811), héritière et dernière du nom, dont il reprend les armes. Fils du précédent.
- Friedrich Wilhelm von Wistinghausen (de) (1777-1840), marchand, maire de Tallin, entrepreneur germano-balte et russe titulaire du grade de conseiller de cour. Fils du précédent.
- Karl von Wistinghausen (1769-1828), Rang de conseiller privé. Frère du précédent.
- Eduard Alexander Andreas von Wistinghausen (1803-1867), ingénieur, chef de service au sein du département d'ingénierie du ministère de la Guerre de l'Empire russe, chef des archives. Rang de conseiller d'État véritable (Russie) (en). Fils du précédent.
- Nikolaï Christian von Wistinghausen (1815-192x), major général.
- Karl Alexander von Wistinghausen (de)  (1826-1883), docteur en médecine, chambellan impérial russe, chevalier de l'Ordre de Saint-Stanislas et de Saint-Vladimir. Rang de conseiller d'État véritable.
- Reinhold von Wistinghausen (de) (1863-1939), docteur en médecin (1894), chirurgien et cofondateur de la société médicale estonienne, conseiller (Hofrat), chef de service (chefartz) de l'hôpital de la Croix-Rouge de Tallinn (1914-16). Il termine sa carrière en Allemagne comme médecin-chef (oberartz). Fils du précédent.
- Kurt von Wistinghausen (de) (1901-1986), théologien, écrivain et éditeur germano-balte. Fils du précédent.
- Almar von Wistinghausen (de) (1904-1989), agronome, activiste du mouvement Demeter et promoteur du travail biodynamique. Frère du précédent.
- Richard Magnus Karl von Wistinghausen (1872-1915), compositeur, chef d'orchestre, professeur de musique à Dresde et à Riga.
- Walter Siegfried Nikolai von Wistinghausen (1879-1956), journaliste, et rédacteur à Tallinn.
- La "baronne Wistinghausen". Elle est directrice de l'"Institut patriotique" et proche amie de l'impératrice Alexandra Feodorovna de Russie. Sa fille épouse en 1823 Alexandre Kniajevitch, ministre russe des finances.
- Théophile Magda Eugenie von Bodisco (de) née von Wistinghausen (1873-1944), écrivain et journaliste germano-balte.
- Walter von Wistinghausen (de) (1879-1956), journaliste, écrivain, traducteur et acteur germano-balte, frère de la précédente.
- Rudolf von Wistinghausen (de) (1905-1981), diplomate allemand, il fut notamment ambassadeur au Togo (1966-1970). Il fut également président de la Société Germano-Balte (1973-1980). Fils du précédent.
- Henning von Wistinghausen (de) (1936°), ancien ambassadeur d'Allemagne en Estonie, au Kazakhstan et en Finlande, historien. Fils du précédent.

### Fonds d'archives
- Archives nationales d'Estonie (en), Archives généalogiques (Dorpat, 1927) - Saaga EAA.1674.2.216:1